# Andre Hoffmann
Andre Hoffmann (Essen, 28 de febrero de 1993) es un futbolista alemán que juega como centrocampista para el Fortuna Düsseldorf en la 2. Bundesliga.
Hasta 2010 jugó en la cantera del MSV Duisburgo, antes de ser promovido en el verano de 2010. El 3 de enero de 2013 fichó por el Hannover 96. El 20 de abril de 2013 marcó su primer gol con el Hannover 96 en la derrota por 6 a 1 contra el Bayern Múnich.

## Clubes
| Club                          | País     | Año           |
| ----------------------------- | -------- | ------------- |
| MSV Duisburgo                 | Alemania | 2010-2013     |
| Hannover 96                   | Alemania | 2013-2017     |
| Fortuna Düsseldorf (préstamo) | Alemania | 2017          |
| Fortuna Düsseldorf            | Alemania | 2017-presente |

## Palmarés

### Campeonatos nacionales
| Título        | Club               | País     | Año     |
| ------------- | ------------------ | -------- | ------- |
| 2. Bundesliga | Fortuna Düsseldorf | Alemania | 2017-18 |